# Parafia Najświętszej Maryi Panny Matki Miłosierdzia w Warszawie
Parafia Najświętszej Maryi Panny Matki Miłosierdzia w Warszawie – parafia rzymskokatolicka należąca do dekanatu wilanowskiego, archidiecezji warszawskiej, metropolii warszawskiej Kościoła katolickiego, w Warszawie 

## Historia
Parafia została erygowana 27 marca 1982. Według MSI znajduje się na terenie obszaru Stegny.